# Bitka za Herson
Bitka za Herson je bila vojaški spopad med ruskimi in ukrajinskimi silami, ki se je začel 24. februarja 2022 kot del južnoukrajinske ofenzive med rusko invazijo na Ukrajino.
Herson je bilo prvo večje ukrajinsko mesto, ki so ga ruske sile zavzele med ofenzivo na jugu Ukrajine.

## Ruska ofenziva in zavzetje Hersona

### Februar
Ruske sile so 24. februarja z juga prek Krima vdrle v Hersonsko oblast in ukrajinski predsednik Volodimir Zelenski je dejal: »Naše enote se v bližini obrobja Hersona spopadajo v srditih bojih, sovražnik pritiska z okupiranega Krima in skuša napredovati proti Melitopolu.« Do večera 24. februarja so ruske sile dosegle mesto Herson in zavarovale Antonovski most, ki predstavlja strateški prehod čez reko Dneper proti pomembnemu vozlišču Mikolajiv.
V zgodnjih jutranjih urah 25. februarja so ukrajinske sile ponovno zavzele most v bitki, ki je bila opisana kot silovita in v kateri so na mostu ležali mrtvi vojaki in več uničenih vojaških vozil. Zaradi protinapada so se Rusi morali pomakniti proti severu in zavzeti naslednji najbližji prehod čez Dneper, mesto Nova Kahovka. Kasneje so ruske enote ponovno zavzele Antonovski most.
26. februarja je župan mesta Herson Igor Kolihajev izjavil, da so se ruske sile po ukrajinskem letalskem napadu na ruska oklepna vozila umaknile iz Hersona in da je mesto tako ostalo pod ukrajinskim nadzorom. Ukrajinski uradnik Anton Heraščenko je pozneje trdil, da so ukrajinske sile porazile kolono ruske vojske v bližini mesta Oleški, ki leži južno od Hersona. Ukrajinska generalna tožilka Irina Venediktova je kasneje izjavila, da so ruske sile v bližini Hersona ubile novinarja in voznika reševalnega vozila. Venediktova je izjavila, da so ukrajinski organi pregona sprožili kazenski postopek v zvezi s streljanjem.
Rusko obrambno ministrstvo je 27. februarja zjutraj sporočilo, da so ruske sile obkolile Herson in po navedbah ukrajinskih uradnikov zavzele del mesta, vključno z mednarodnim letališčem Herson. Kasneje zjutraj naj bi ukrajinsko letalstvo uspešno izvedlo napad z brezpilotnim letalom na ruske sile v mestu Čornobajivka severno od Hersona.
Ukrajinski uradniki so trdili, da so ruske sile od 27. februarja naprej začele premikati civiliste iz bližnjih vasi proti Hersonu in jih skušale uporabiti kot živi ščit.

### Marec
Zgodaj zjutraj 1. marca so ukrajinski uradniki sporočili, da so ruske sile ponovno napadle Herson in da napredujejo od mednarodnega letališča v Hersonu do avtoceste med Hersonom in Mikolajivom. Ruske sile so ob močnem obstreljevanju obkolile mesto, dosegle avtocesto in napredovale do vasi Komišani, kjer so vzpostavile kontrolno točko. Kasneje tega dne so ruske sile vstopile v Herson. Kolihajev je opisal posledice za prebivalce mesta in dejal, da so mnogi ostali v svojih domovih in v bombnih zakloniščih. Trdil je tudi, da so bile v spopadih poškodovane šole in visoke stavbe, ruske sile pa so obstreljevale stanovanjske hiše. Kolihajev je tudi trdil, da so ruski vojaki 1. marca streljali na državljane, oborožene z Molotovimi koktajli.
2. marca zgodaj zjutraj je Kolihajev poročal, da so ruske sile zavzele železniško postajo in rečno pristanišče. Kasneje zjutraj so ruske sile opazili na trgu Svobode v središču Hersona, kjer je stavba regionalne uprave Hersona. Rusko obrambno ministrstvo je kasneje trdilo, da je mesto zavzelo, ukrajinski in ameriški uradniki pa so to trditev zanikali in zatrdili, da se boji nadaljujejo.
Pozneje, 2. marca, je skupina približno desetih ruskih vojakov, vključno s poveljnikom, vstopila v stavbo mestnega sveta in se začela pogajati s Kolihajevom. Zvečer je Kolihajev sporočil, da je predal mesto in da namerava ruski poveljnik vzpostaviti vojaško upravo. Kolihajev je priznal, da ukrajinske vojske v Hersonu ni več, drugi uradnik pa je izjavil, da je ruska vojska v vseh delih mesta. Po besedah Kolihajeva je v bitki umrlo približno 300 ukrajinskih vojakov in civilistov, mestna infrastruktura pa je bila močno uničena. Povedal je tudi, da so trupla pokopavali v množičnih grobiščih in da je bilo veliko ostankov neprepoznavnih.

## Posledice
Po padcu mesta sta bila Herson in Hersonska oblast pod rusko vojaško okupacijo.
23. marca so ukrajinske sile sprožile protinapade na ruske sile v Hersonski oblasti. Visoki ameriški obrambni uradnik je trdil, da ruske sile nimajo več popolnega nadzora nad Hersonom, saj so se Ukrajinci »srdito« borili za vrnitev mesta, vendar je CNN poročala, da so razmere v mestu ostale nespremenjene, in navedla prebivalce, ki so potrdili, da je Herson pod popolnim ruskim nadzorom. Tudi Ukrajinci v Hersonu so »podvomili v oceno Pentagona in trdili, da mesto ostaja v ruskih rokah«.
18. aprila so ruske oblasti za župana Hersona imenovale Igorja Kastjukeviča.
Ukrajina je 23. aprila trdila, da je zadela rusko poveljniško mesto v Hersonu. Dva generala sta bila ubita, eden je bil hudo ranjen. Na mestu zračnega napada je bilo skupaj prisotnih približno 50 častnikov.
6. maja 2022 naj bi sekretar generalnega sveta Združene Rusije Andrej Turčak med obiskom mesta Herson, ki ga nadzoruje Rusija, dejal: »Rusija je tu za vedno. O tem ne bi smelo biti nobenega dvoma. Ne bomo se vrnili v preteklost« in da »bomo živeli skupaj, razvijali to bogato regijo, bogato z zgodovinsko dediščino, bogato z ljudmi, ki tu živijo«. Napovedal je tudi odprtje centra za humanitarno pomoč v Hersonu.
Po besedah ukrajinskega regionalnega guvernerja Vitalija Kima so ruske sile konec maja in v začetku junija začele rušiti mostove v bližini Hersona, da bi se pripravile na bodoči ukrajinski protinapad.
30. septembra 2022 si je Rusija uradno priključila ozemlje Hersonske oblasti s Hersonom kot glavnim mestom. Ukrajinska vojska je znova vkorakala v mesto 11. novembra 2022, po tistem, ko so se ruske sile med protiofenzivo umaknile z ozemlja na desni strani Dnepra. Upravo priključene regije so ruske oblasti takrat preselile v mesto Geničesk.